# Бойлермейкер (коктейль)

Приготовление коктейля бойлермейкер

«Бойлермейкер» — алкогольный коктейль, содержащий любой крепкий алкоголь и пиво. Коктейль похож на «ёрш», но отличается тем, что стакан пива и стопку крепкого алкоголя подают отдельно, а затем стопка опускается в стакан.

## Пример рецепта
Ингредиенты:
- Водка, 50 грамм;
- Пиво, 200 грамм.

Способ приготовления:
В пивную (или любую другую) кружку налить пиво. Быстро опустить в кружку стопку водки. Коктейль выпивается залпом, пока не осела пена.

## В популярной культуре
- В фильме «Тупой и ещё тупее», когда Ллоид и Гарри обещают купить всем по выпивке, они заказывают бойлермейкеры.
- В фильме «На крючке» (оригинальное название «Eagle eye» (Орлиный глаз)) Рейчел Холломэн (Мишель Монаган) вместе с подругами в баре пьёт именно такой коктейль.
- В фильме «Тор» (оригинальное название «Thor»), во время сцены в баре Эрик Селвиг и Тор пьют коктейль бойлермейкер.
- В сериале «В поле зрения», 3-й сезон 1 эпизод, сцена в баре, мистер Риз предлагает Финчу попробовать его первый бойлермейкер.
- В сериале «Во все тяжкие», 2-й сезон 5-я серия, на 30 минуте серии Хэнк делает себе бойлермейкер.